# Спецотряд «Кобра 11»
Спецотряд «Кобра 11» (нем. Alarm für Cobra 11 — Die Autobahnpolizei) — немецкий криминальный телесериал о буднях дорожной криминальной полиции, выходящий с 12 марта 1996 года традиционно по четвергам в 20:15 часов на телеканале «RTL». Сериал уже насчитывает более 40 сезонов. Сериал транслировался также во многих странах мира. Существуют два спин-оффа: Alarm für Cobra 11 — Einsatz für Team 2 и Turbo & Tacho. Первый шел два сезона, а второй был отменен после пилотной серии.

## Сюжет
Сериал повествует о вымышленном отделе дорожной криминальной полиции. Основными героями являются двое полицейских, которые и составляют спецотряд «Кобра 11», который базируется в Кёльне, Северный Рейн-Вестфалия, Германия.

### Сезоны 1 — 6 (1996—1999)
В 1996 году в первой серии комиссар Франк Штольте (Йоханнес Брандруп) и комиссар Инго Фишер (Райнер Штеккер) останавливают террориста, атаковавшего автобан. Но вскоре Фишер (серия 2) был застрелен преступником при попытке арестовать того, и в следующей серии на его место пришел комиссар Семир Геркхан (Эрдоган Аталай), который является главным персонажем в последующих сезонах. В 1997 году в новом сезоне (серия 10) Штольте был заменен без объяснения причин на комиссара Андре Фукса (Марк Келлер).
В 1999 году (серия 46) Фукс и Геркхан случайно становятся свидетелями убийства, совершенного наемниками. Расследование приводит их на остров Мальорку, где комиссары выясняют, что наемников послал криминальный барон Карлос Бергер. Далее (серия 47) Андре пытается арестовать Карлоса на его яхте. Между комиссаром и преступником начинается рукопашная схватка, Бергер стреляет в живот Фуксу из гарпунного ружья, тот падает за борт. Позднее Семир убил Карлоса, а Андре считался пропавшим без вести до событий 2013 года (серия 254).

### Сезон 7 — Сезон 16 (1999—2004)
После расследования на Мальорке Геркхану дают нового напарника Тома Краниха (Рене Штайнке) (серия 48). Семир и Том становятся лучшими друзьями и работают вместе в 1999—2003 годах. В 2003 году (серия 96) Геркхан и Краних расследуют дело о перевозке наркотиков на территории Германии и выходят на наркокартель Леона Зюсса. Том начинает роман с бывшей любовницей Леона, Еленой Крюгер. Вскоре комиссары почти разрушают империю Зюсса, а сам преступник якобы погибает из-за действий Краниха, вытолкнувшего его автомобиль на цистерну с газом, и последовавшего взрыва.
Однако Леон выжил (серия 97), хотя его тело было обожжено, и он испытывает страшные боли. Через 2 месяца он возродил картель и решил отомстить Тому, искалечившему его. Люди Зюсса устанавливают бомбу в машине Краниха, в результате на глазах у Тома взрывается беременная от него Елена Крюгер. Получивший сильнейшую психологическую травму Краних арестовывает и отправляет в тюрьму Зюсса, но решает уйти из полиции.
После этого в спецотряд после совместного расследования с Геркханом переводится по собственному желанию комиссар Ян Рихтер (Кристиан Оливер) (серия 98). Именно он становится свидетелем на свадьбе Семира и секретаря этого же отделения полиции Андреи Шефер (серия 116). В 2003 году после неудачно закончившейся работы под прикрытием (серия 125) Ян уходит из спецотряда и уезжает из Кёльна навсегда (актер Кристиан Оливер ушел из сериала, и исчезновение его персонажа было объяснено в следующей серии).

### Сезон 17 — Сезон 23 (2005—2008)
После ухода Рихтера спецотряд в 2005 году сталкивается со сложнейшими делом о взрывах на автобане, и тогда Геркхан просит Краниха, 2 года не работавшего в полиции, помочь им (серия 126). После успешно завершенного расследования Том возвращается в спецотряд и снова становится напарником Семира. В 2007 году (серия 158), занимаясь делом об обычной аварии, комиссары выходят на преступную группировку, торгующую людьми. Краних решает проверить, как охраняют свидетельницу, временно помещенную в детском приюте. Оказывается, там уже находятся люди из группировки, комиссар и подзащитная пытаются скрыться. Преступники настигают их во дворе, убивают свидетельницу и ранят Тома в ногу и плечо. Краниха добивает лично пришедший туда главарь группировки Эрик Гелен выстрелом в сердце. Семир, задержавшись на семейном празднике, не успевает спасти напарника, но запоминает лицо одного из преступников. Далее Геркхан находит и задерживает его, но он оказывается полицейским под прикрытием по имени Крис Риттер, который не виновен в гибели Тома. Семир и Крис уничтожают преступную группировку, а потом становятся напарниками.
В 2008 году (серия 179) Крис и Семир пытаются остановить фургон с вооруженными преступниками и делают это вместе с агентами Федерального ведомства уголовной полиции Германии. Оказывается, они хотят арестовать наркобарона Сандера Калвуса, и с ними работает Таня Бранд, агент под прикрытием и бывшая возлюбленная Риттера. Из-за предательства одного агента все идет не по плану, и комиссары из спецотряда вынуждены самостоятельно останавливать Калвуса, который собирается улететь на вертолете из своей «штаб-квартиры». Риттер с помощью автомата прикрывает Геркхана, который пытается добраться до вертолета. В тот момент один из людей наркобарона начинает душить тоже проникшую в «штаб» Таню. Крис, находящийся за укрытием, которое обстреливается Сандером с вертолета, видит это, но у него кончились патроны. Тогда Риттер бросается за упавшим пистолетом, хватает его и убивает человека, душившего Бранд, спасая её. Но при этом комиссар погибает сам. Геркхан сбивает вертолет Калвуса.

### Сезон 24 — Сезон 34 (2008—2013)
После трагической гибели Криса Риттера, у Семира (серия 180) появляется новый напарник Бен Егер. Вначале Семир не был рад появлению нового напарника, но вместе они помешали побегу из тюрьмы Калвуса. Далее они становятся лучшими друзьями и сохраняют свою дружбу, несмотря на испытания. Одним из таких испытаний становится возвращение Андре Фукса (серия 254). Фукс, считавшийся мертвым 14 лет, вернулся и оказался предателем, работающим на преступную организацию. Семир едва не погибает вместе с Андре, но Бен спасает напарника. От Семира уходит жена, забрав с собой их дочерей. Геркхан впадает в депрессию, а потом с головой уходит в работу. В это время Егер знакомится на рок-фестивале с Ниной Бекер, сотрудницей управления по борьбе с оборотом наркотиков. Они начинают встречаться, а потом — жить вместе…
Вскоре Семир и Бен пытаются остановить микроавтобус с людьми наркобарона Хенка Ван Бергена (серия 260). Тем удается уйти благодаря предателю в рядах полиции. Им оказывается Мартин Флессинг, начальник Нины и друг её отца. Флессинг манипулирует Берген, она создает ему фальшивое алиби… Почти изобличенный Мартин конфликтует с Хенком. Тот убивает полицейского на глазах Нины, оказавшейся его дочерью, и пытается скрыться на микроавтобусе. Туда же запрыгивает Геркхан. Преследуя их обоих, Егер разбивает свой «Мерседес», но продолжает погоню. Микроавтобус переворачивается, Ван Берген заблокирован, Геркхан — без сознания. Их догоняет Бекер и собирается поджечь выливающийся из пробитого бензобака бензин. Она хочет заживо сжечь Ван Бергена — убийцу своего отца, не обратив внимание на то, что заодно убьет и Семира. Бен видит это и, не имея другого выхода, стреляет Нине в плечо, чтобы остановить её. Пока она находится в больнице, Егер говорит спасенному напарнику, что не хочет больше стоять перед таким выбором. Бен увольняется из полиции. Егер уезжает в США, где становится профессиональным певцом. Там Бен счастливо живёт вместе с выздоровевшей Ниной.

### Сезон 35 — 40 (2014—2015)
Алекс Бранд появляется в серии «Революция», где Семир начинает погоню за беглым преступником, кому помогает Бранд. Трое прыгают на поезд, преступник убегает. Позже выясняется, что Бранд провёл два года за решёткой невиновным. Оба останавливают группировку природных радикалов. В одной из серий выясняется, что Бранд вырос в приёмной семье. В той же серии умирает женщина на глазах у Бранда и её сына, Феликса. Феликс становится приёмным братом Бранда. Семир и Бранд останавливают группировку, которая несла ответственность за убийство матери Феликса и лишения свободы Бранда. Позже оба останавливают группировку, которая несла ответственность за десятки незаконных смертных казней, останавливают психопата, вооружённого бомбой, позже — торговцев органами из Румынии, спасают дочь Семира, которую в Бельгии чуть не изнасиловал старый богач Бальтазар Бошампс, и т. д. В серии 'Windspiel' (Игры ветра) объявляется Франк Рикерт, родной отец Бранда, в прошлом Франк был сотрудником федеральной полиции и вместе с напарником, Шварцем, украл деньги у наркоторговцев, но все получилось не так как было задумано и Шварца с женой убивают. Из за этого Франк вынужден был пуститься в бега, а Алекса отдать на усыновление, при этом жене тот сказал что их сын погиб. Через 30 лет Лука Шварц, сын убитого напарника Рикерта, возвращается для мести Франку и в итоге убивают его, но сам гибнет. В конце серии Бранд садится на мотоцикл и отправляется в поисках своей матери в Бразилии.
В 2016 году напарником Семира становится Пауль Реннер.

## Персонажи

### Основные персонажи
| Имя | Актёр             | Первое появление                                                           | Последнее появление                                                       | Причина ухода                                                  | Годы                     | Фото |
| --- | ----------------- | -------------------------------------------------------------------------- | ------------------------------------------------------------------------- | -------------------------------------------------------------- | ------------------------ | ---- |
| |                   |                                                                            |                                                                           |                                                                |                          |      |
| Франк Штольте | Йоханнес Брандруп | 1x01 (1) (Бомбы на 92-м километре)                                         | 1х09 (9) (Конечная для всех)                                              | Перевод в другой отдел                                         | 1995- 1996, 2016         |      |
| Комиссар полиции (с 1996 года). Пришел в спецотряд из спецназа (1996 год). Работая там, он хладнокровно застрелил террориста, об этом стало известно прессе, начался скандал. До серии 1х02 (2) работал с Инго Фишером, с серии 1х03 (3) его напарником был Семир Геркхан. Франк - жёсткий и бескомпромиссный человек. После серии 1х09 (9) в сюжете не появлялся. В 2016 году стало известно, что Франк перешел на службу в федеральную полицию, а после работал частным военным контрактником в горячих точках. |                   |                                                                            |                                                                           |                                                                |                          |      |
| |                   |                                                                            |                                                                           |                                                                |                          |      |
| Инго Фишер | Райнер Штреккер   | 1x01 (1) (Бомбы на 92-м километре)                                         | 1х02 (2) (Красные розы, чёрная смерть)                                    | Гибель (застрелен)                                             | 1996                     |      |
| Комиссар полиции (до 1996 года). Появлялся только в двух эпизодах. В серии 1х02 (2) (1996 год) он попытался арестовать лидера преступной группировки и был застрелен им из обреза. |                   |                                                                            |                                                                           |                                                                |                          |      |
| |                   |                                                                            |                                                                           |                                                                |                          |      |
| Семир Геркхан | Эрдоган Аталай    | 1x03 (3) (Новый напарник)                                                  |                                                                           |                                                                | 1996 — н. в.             |      |
| Комиссар полиции. Был переведен в спецотряд в серии 1х03 (3) (1996 год) и работает в нём до сих пор. За это время он работал с 6 напарниками (3 ушли из спецотряда, 3 погибли, в данный момент — с Алексом Брандом). Семир вырос на окраине Кёльна. Будучи подростком, имел проблемы с законом, в возрасте 13 лет он крал машины. Когда он пошёл работать в полицию, то поссорился со своим отцом. Семир - заместитель руководителя полицейского участка полиции автобана. Геркхан известен тем, что он разбивает свой серебряный BMW 3-й серии в конце почти каждой погони (фишка сериала). В серии 32х01 (239) Семир уходит из спецотряда по личным мотивам и переходит на внутреннюю службу. Когда коллега Бен Егер просит Геркхана о помощи, он возвращается обратно. В серии 34х01 (254) от героя вместе с детьми уходит жена, вскоре они разводятся. Семья: брат Кемаль (серия 213), брат Хассан (серия 26), жена Андреа (урожденная Шефер, с серии 116 по серию 254), дочь Айда (родилась в серии 144), дочь Эмили (родилась в серии 206), дочь Дана. |                   |                                                                            |                                                                           |                                                                |                          |      |
| |                   |                                                                            |                                                                           |                                                                |                          |      |
| Андре Фукс | Марк Келлер       | 2x01 (10) (Назначенный)                                                    | 6х08 (47) (Победит только один) — как комиссар; 34х01 (254) (Воскрешение) | Безвестное отсутствие — как комиссар; гибель (упал в пропасть) | 1996 — 1999; 2013        |      |
| Комиссар полиции (до 1999 года). Пришёл в спецотряд в серии 2х01 (10) (1996 год). Имеет чёрный пояс по карате и отличные навыки борьбы без оружия. Талантливый певец. По собственному признанию, в молодости «любил музыку и машины, но выбрал второе, пойдя работать в полицию». В серии 6х08 (47) (1999 год) во время операции на Мальорке был ранен в живот после выстрела из гарпунного ружья и упал в воду. После этого Фукс считался пропавшим без вести 14 лет. Оказывается, он выжил и стал работать под прикрытием на Федеральное ведомство уголовной полиции Германии. За это время Андре женился, у него родилась дочь. Они обе погибли во время покушения на Фукса. Персонаж вернулся в серии 34х01 (254) (2013 год). Тогда же он спас дочь Семира. Но на самом деле Фукс стал работать на преступную организацию, чтобы отомстить за свою семью. Семир попытался арестовать Андре, в результате его автомобиль, где были они оба, врезался в дерево и завис над пропастью. Геркхан хотел спасти бывшего напарника, но Фукс понял, что Семир не удержит его и сам отпустил руку, сказав: «Увидимся, напарник». Андре упал в пропасть и погиб… |                   |                                                                            |                                                                           |                                                                |                          |      |
| |                   |                                                                            |                                                                           |                                                                |                          |      |
| Том Краних | Рене Штайнке      | 7x01 (48) (Адская поездка на А4) — в первый раз; 17х01 (126) (Возвращение) | 13х05 (97) (Прощание) — в первый раз, 21х01 (158) (Жизнь и смерть)        | Ушёл из полиции — в первый раз; Гибель (застрелен)             | 1999 — 2003; 2005 — 2007 |      |
| Комиссар полиции (до 2003 года, с 2005 по 2007 гг.). Пришёл в спецотряд в 1999 году (серия 7х01 (48)) после «гибели» Фукса. Стал напарником лучшим другом Семира. Фанат Формулы 1 и «Кёльна». В 2003 году (серия 13х04 (96)) начал встречаться с Еленой Крюгер, свидетельницей по делу о наркокартеле Зюсса и бывшей любовницей его лидера. Вскоре оказывается, что Елена беременна от Тома (серия 13х04 (97)). Однако люди Зюсса совершают покушение на Краниха, подложив бомбу под его автомобиль. В результате взрыва погибает Крюгер. Позднее Том арестовывает Зюсса, но решает уйти из полиции. В 2005 году (серия 17х01 (126)) Краних возвращается в спецотряд и снова начинает работать в дуэте с Геркханом. В 2007 году начал встречаться с Петрой Шуберт — новой секретаршей отряда, как ранее его напарник. В том же году (серия 21х01 (158)) Том, расследуя дело о торговле людьми, в-одиночку проверяет детский приют, где временно находилась свидетельница по этому делу и сталкивается с вооруженными киллерами. Краниху удается убить троих противников и выбежать во двор вместе с подзащитной. В этот момент одна пуля сражает свидетельницу, а две другие попадают Тому в ногу и плечо соответственно, он падает. Поднявшись, комиссар видит, что его окружили киллеры. Их лидер Эрик Гелен стреляет Краниху в сердце… Семья: отец Франк (серия 153), сестра Надя (серия 67). |                   |                                                                            |                                                                           |                                                                |                          |      |
| |                   |                                                                            |                                                                           |                                                                |                          |      |
| Ян Рихтер | Кристиан Оливер   | 14x01 (98) (Боевое крещение)                                               | 16х10 (125) (Риск)                                                        | Перевод в другой отдел                                         | 2003 — 2004              |      |
| Комиссар полиции. До 2003 года работал в отделе краж, затем, после успешного совместного расследования с Геркханом (серия 14х01 (98)) перевелся в спецотряд и стал его напарником. Рихтер был свидетелем на свадьбе Семира Геркхана и Андреи Шефер (серия 16х01 (116)). В 2004 году (серия 16х10 (125)) Ян провалил расследование, которое он вёл под прикрытием. Тоже под прикрытием он начал встречаться с Индирой Абель, сестрой главаря банды. Когда Индира узнала, что её возлюбленный на самом деле — полицейский, она покончила с собой, спрыгнув на автомобиле с обрыва на глазах Яна. После этого Рихтер перевелся из спецотряда и уехал из Кёльна… |                   |                                                                            |                                                                           |                                                                |                          |      |
| |                   |                                                                            |                                                                           |                                                                |                          |      |
| Крис Риттер | Гедеон Буркхард   | 21x01 (158) (Жизнь и смерть)                                               | 23х07 (179) (Среди врагов)                                                | Гибель (застрелен)                                             | 2007 — 2008              |      |
| Комиссар полиции (с 2007 по 2008 гг.). Крис Риттер до событий сериала был специальным агентом при Федеральном ведомстве уголовной полиции Германии (отдел 66). Во время задания под прикрытием его разоблачили главари гангстеров. Риттера жестоко пытали. Когда его нашли его коллеги, он был уже почти мертв. Крис вернулся домой. Но он больше не был человеком, которым был раньше. Помимо того, распался его брак. Полицейский продолжает работать на Федеральное ведомство уголовной полиции Германии, там его считают хорошим, но не совсем нормальным сотрудником. Крис работает там только благодаря своему начальнику Берндту Симону. В 2007 году (серия 21х01 (158)) Риттер был представлен как Марк Егер, сотрудничающий с группировкой Гелена. Её главарь убивает комиссара Тома Краниха. Семир Геркхан видит на месте убийства «Марка» и решает, что он убил его друга. Крис убеждает Семира, тем не менее, в своей невиновности. Вместе они уничтожают группировку Гелена, который также убил Симона, и убивают главаря, убийцу Краниха. Так как этот случай становится известен обществу, и фотографии Риттера показываются по СМИ, он не может больше работать как агент под прикрытием и переводится в дорожную полицию, в спецотряд. Сначала у Криса появляются большие проблемы, так как он не может быть нормальным полицейским. Он делает много самостоятельных действий, и его методы по допросу кого-то не являются законными. Кроме того, сначала Риттер не может доверять Геркхану. Тем не менее, позже они оба притираются друг ко другу и становятся приятелями. В 2008 году (серия 23х07 (179)) Крис и Семир пытаются остановить фургон с вооруженными преступниками и делают это вместе с агентами Федерального ведомства уголовной полиции Германии. Оказывается, они хотят арестовать наркобарона Сандера Калвуса, и с ними работает Таня Бранд, агент под прикрытием и бывшая возлюбленная Риттера. Из-за предательства одного агента всё идет не по плану, и комиссары из спецотряда вынуждены самостоятельно останавливать Калвуса, который собирается улететь на вертолете из своей «штаб-квартиры». Риттер с помощью автомата прикрывает Геркхана, который пытается добраться до вертолета. В тот момент один из людей наркобарона начинает душить тоже проникшую в «штаб» Таню. Крис, находящийся за укрытием, которое обстреливается Сандером с вертолета, видит это, но у него кончились патроны. Тогда Риттер бросается за упавшим пистолетом, подставившись под пули. Одна попадает ему в руку, а другая — в ногу. Несмотря на это, Крис добирается до пистолета и убивает преступника, душившего Таню. В тот же момент Калвус три раза стреляет в спину беззащитному Риттеру. Пули проходят навылет, Крис умирает от полученных ранений… Семья: сестра Янина (серия 176), бывшая жена Бетина (серия 160), сын Фредерик (серия 165), дочь Катрин (серии 166 и 173). |                   |                                                                            |                                                                           |                                                                |                          |      |
| |                   |                                                                            |                                                                           |                                                                |                          |      |
| Бен Егер | Том Бек           | 24х01(180) (На свой страх и риск)                                          | 34х07(260) (Одно неверное решение)                                        | Отставка по собственному желанию                               | 2008 — 2013              |      |
| Комиссар полиции (с 2008 по 2013 гг.). Бен Егер — сын миллионера и музыкант-любитель. Сначала Егер рассматривал должность в дорожной полиции только как ступень на пути к высокой должности, однако позже пересмотрел свою позицию. Несмотря на большие различия, Бен и Семир становятся друзьями. Бен — поклонник рок-н-ролла. |                   |                                                                            |                                                                           |                                                                |                          |      |
| |                   |                                                                            |                                                                           |                                                                |                          |      |
| Алекс Бранд | Винценц Кифер     | 35х01(261) (Революция)                                                     | 38x09(303) (Игры ветра)                                                   | Отставка по собственному желанию                               | 2014 — 2015              |      |
| Комиссар полиции. |                   |                                                                            |                                                                           |                                                                |                          |      |
| |                   |                                                                            |                                                                           |                                                                |                          |      |
| Пауль Реннер | Даниэль Реснер    | 39х01() (Кобра)                                                            | 364 Наследие                                                              | Отставка по собственному желанию                               | 2016-2019                |      |
| Комиссар полиции. С 2020 вместо Паула приходит первая женская поличеиская Викториа Реисингер ( по кличке Вики) кого играет Пиа Стутзенстеин. |                   |                                                                            |                                                                           |                                                                |                          |      |

### Второстепенные персонажи
| Имя | Актёр           | Первое появление                  | Последнее появление          | Причина ухода       | Годы        |  |
| --- | --------------- | --------------------------------- | ---------------------------- | ------------------- | ----------- |  |
| |                 |                                   |                              |                     |             |  |
| Катарина Лампрехт | Алмут Эггерт    | 1х01(1) (Бомбы на 92-м километре) | 2х06 (15) (Потерянная дочь)  | Неизвестно          | 1996 — 1997 |  |
| Начальник полиции. Некоторое время руководила спецотрядом. |                 |                                   |                              |                     |             |  |
| |                 |                                   |                              |                     |             |  |
| Хорст «Хотте» Херцбергер | Дитмар Хун      | 2х01(10) (Назначенный)            | 30х01 (223) (72 часа страха) | Гибель (застрелен)  | 1997 — 2011 |  |
| Полицейский, работавший в спецотряде, тоже комиссар полиции (но ниже рангом, чем Семир и его напарник). Был напарником и лучшим другом Бонрата. Весельчак, возможно, баварец. В серии 30х01 собирался уходить на пенсию, поскольку проработал в полиции 43 года. Но этому было не суждено случиться, Хотте был застрелен снайпером группировки турецких наркоторговцев во время попытки ареста предполагаемого главаря. При этом Херцбергер спас своего коллегу Егера, закрыв его собой. |                 |                                   |                              |                     |             |  |
| |                 |                                   |                              |                     |             |  |
| Дитер Бонрат | Готфрид Фоллмер | 2x07 (16) (Авария)                | 37х02(277) (Уничтожить)      | Гибель (застрелен)  | 1997 — 2015 |  |
| Полицейский, работающий в спецотряде, тоже комиссар полиции (но ниже рангом, чем Семир и его напарник). В данный момент — напарник Дженни. Ранее был напарником и лучшим другом Хотте. Флегматик, уравновешенный и спокойный человек, не склонный к риску, боится высоты, несмотря на очень высокий рост (около 2 метров). Имеет проблемы в общении со своим сыном, которые ему удаётся решать. В серии 37х02 отметил свой 40-летний юбилей службы в полиции, который был омрачен покушением на коллег, занятых расследованием дела крупного торговца оружием. Позже был застрелен из снайперской винтовки при покушении на Дженни Дорн обезумевшим коррумпированным полицейским, который обвинял последнюю в гибели своего сына. Семья: сын Йохан (серии 90, 124, 136 и 208 (что интересно, его играют разные актеры)). |                 |                                   |                              |                     |             |  |
| |                 |                                   |                              |                     |             |  |
| Ким Крюгер | Катя Войвуд     | 25x01 (189) (Уход)                | (364x 10) (Наследство)       | Гибель (застрелена) | 2009 — 2019 |  |
| Начальник полиции. У неё — сложные и натянутые отношения с подчинёнными. Жесткий и бескомпромиссный человек. Ким выросла без отца, который был преступником и тогда сидел в тюрьме. Крюгер несколько лет назад встречалась со своим коллегой и забеременела от него. Когда коллегу убили, Ким потеряла ребёнка. Она попала заложники в ч 364. При попытке побега застрелена. Скончалась. |                 |                                   |                              |                     |             |  |
| |                 |                                   |                              |                     |             |  |

## В главных ролях

### Основной состав (в настоящее время)
| Исполнитель роли | Персонаж                     | Сезоны | Серии    |
| ---------------- | ---------------------------- | ------ | -------- |
| Эрдоган Аталай   | Комиссар Семир Геркхан       | 1-     | 3-       |
| Даниель Роеснер  | Комиссар Пауль Реннер        | 39- 46 | 292- 364 |
| Катя Войвуд      | Начальник полиции Ким Крюгер | 25- 46 | 189- 364 |
| Даниэла Вутте    | Секретарь Сусанна Кёниг      | 21- 46 | 158- 360 |
| Катрин Хесс      | Комиссар Дженни Дорн         | 29- 46 | 222- 364 |

### Основной состав (ранее)
| Исполнитель роли  | Персонаж                             | Сезоны      | Серии          |
| ----------------- | ------------------------------------ | ----------- | -------------- |
| Йоханнес Брандруп | Комиссар Франк Штольте               | 1           | 1-9            |
| Райнер Штреккер   | Комиссар Инго Фишер                  | 1           | 1-2            |
| Марк Келлер       | Комиссар Андре Фукс                  | 2-6, 34     | 10-47, 254     |
| Рене Штайнке      | Комиссар Том Краних                  | 7-13, 17-21 | 48-97, 126—158 |
| Кристиан Оливер   | Комиссар Ян Рихтер                   | 14-16       | 98-125         |
| Гедеон Буркхард   | Комиссар Крис Риттер                 | 21-23       | 158-179        |
| Том Бек           | Комиссар Бен Егер                    | 24-34       | 180-260        |
| Винценц Кифер     | Комиссар Алекс Бранд                 | 35-38       | 261-291        |
| Алмут Эггерт      | Начальник полиции Катарина Лампрехт  | 1-2         | 1-15           |
| Шарлотта Шваб     | Начальник полиции Анна Энгельгардт   | 2-24        | 16-186         |
| Нина Венигер      | Секретарь Регина Кристманн           | 2           | 11-15          |
| Карина Визе       | Секретарь Андреа Шефер/Геркхан       | 2           | 16- 260        |
| Мартина Хилл      | Секретарь Петра Шуберт               | 19-21       | 144-158        |
| Дитмар Хун        | Полицейский Хорст «Хотте» Герцбергер | 2-30        | 10-223         |
| Готфрид Воллмер   | Полицейский Дитер Бонрат             | 2-37        | 16-277         |

### Приглашённые актёры
| Исполнитель роли  | Персонаж               | Сезоны | Серии       |
| ----------------- | ---------------------- | ------ | ----------- |
| Маркус Эбенхард   | Кай-Уве Шрёдер         | 11-20  | 81, 110—154 |
| Ханс-Петер Гердес | Эйч Пи Бакстер/Scooter | 4      | 23          |